# Franz Brandl (Barkeeper)

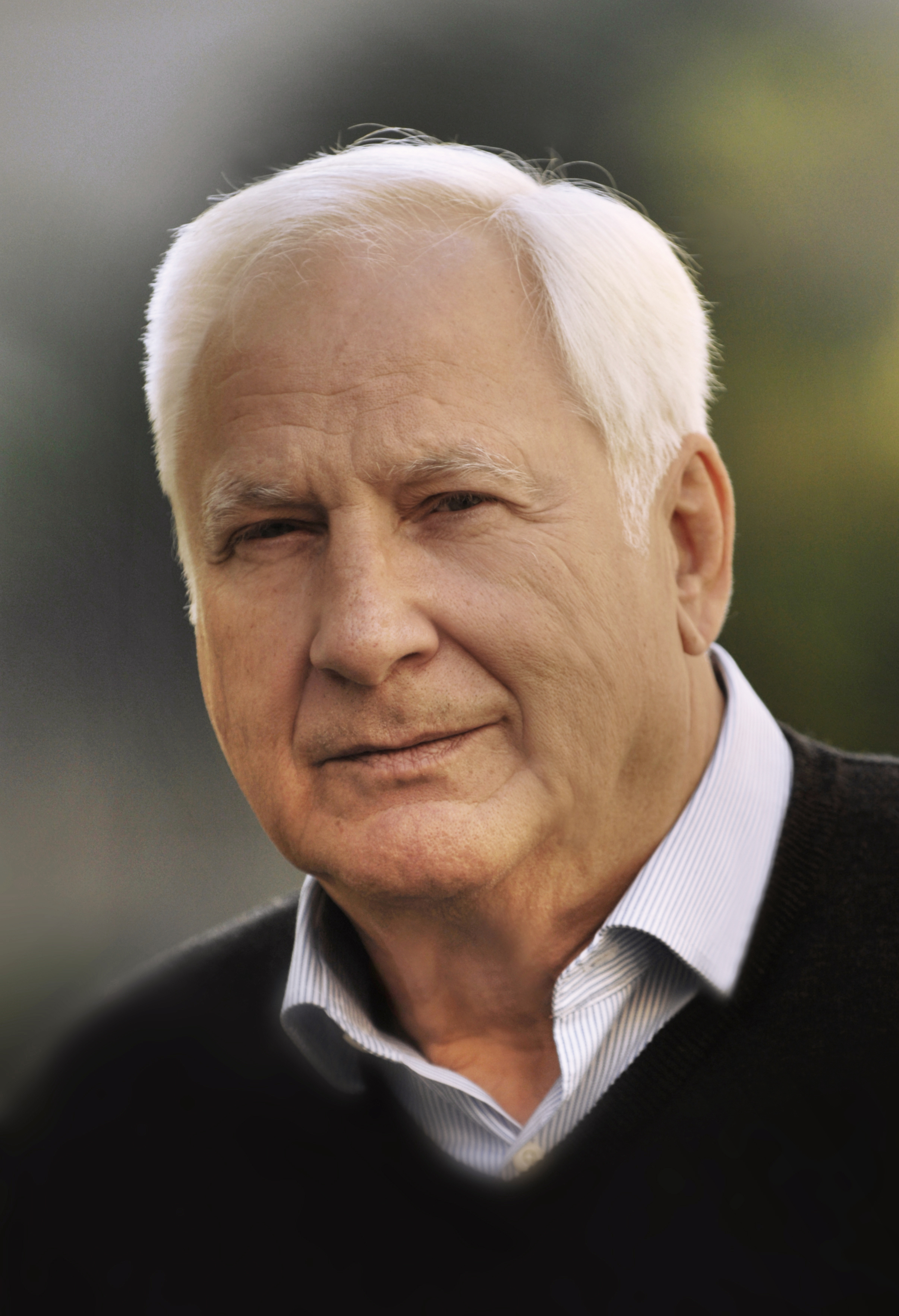
Franz Brandl (2011)

Franz Brandl (* 4. Oktober 1944 in Gendorf, Ortsteil von Burgkirchen an der Alz) ist ein deutscher Barmeister und Sachbuchautor. Er ist der meistpublizierte Cocktail-Buchautor im deutschsprachigen Raum und hatte mit seinen Büchern sowie Veröffentlichungen in der Fachpresse großen Anteil am Wiedererstehen der Cocktailkultur.

## Leben

### Ausbildung und Berufsleben
Nach dem Besuch der Volksschule seines Heimatortes ging Brandl 1958 nach München und absolvierte dort eine dreijährige Kellnerlehre in einem Restaurant in der Innenstadt, arbeitete nebenher aber auch anderswo. Nach seiner Ausbildung arbeitete er 1962 in München als Kellner in schneller Folge im Syriana, einem arabischen Restaurant in Schwabing, im Platzl und im Nightclub ba-ba-lu, ebenfalls in Schwabing. 1964 war er auf Spiekeroog im Hotel Zur Linde tätig. Da Franz Brandl eine Spezialisierung in Richtung eines Barmixers reizte, arbeitete er verstärkt in dieser Richtung, was aber schwierig war, da es eine Barkultur in Deutschland seinerzeit quasi nicht gab. Weitere Stationen führten Brandl zwischen 1965 und 1969 über Dortmund, Garmisch-Partenkirchen, Cuxhaven und Bielefeld schließlich wieder zurück nach München. Von 1972 bis 1974 wirkte er als Barmanager im Sheraton Hotel München, dem damals größten Hotel Europas. Als im September 1974 in München Harry‘s New York Bar als erste von einem Hotel unabhängige American Bar in Deutschland eröffnet wurde, war Brandl dort Barchef.
1976 legte Franz Brandl die Barmeisterprüfung ab und wurde so zu einem der ersten offiziellen deutschen Barmeister. 1977 arbeitete er unter anderem kurzzeitig im Münchener Grand Hotel Continental. Dann folgte eine der wichtigsten Stationen seines Berufslebens, die Tätigkeit in Eckart Witzigmanns Aubergine, dem ersten Drei-Sterne-Restaurant Deutschlands, wo Brandl von 1978 bis 1981 die Bar leitete.
Nach seiner Meisterprüfung setzte sich Brandl außerdem für eine Aufwertung des Berufsbild des Barkeepers ein und erreichte, dass die Industrie- und Handelskammer für München und Oberbayern nach mehreren Jahren Pause 1984 wieder Barmixer- und Barmeister-Prüfungen abhielten. Ein staatlich anerkannter Ausbildungsberuf ist der Barkeeper aber bis heute nicht geworden (Stand 2023).
Nach dem Abschied aus der Aubergine machte sich Franz Brandl schließlich selbstständig. Er führte in Schwabing von 1983 bis 1985 die Schwabinger Cocktail Lounge und von 1987 bis 1992 Brandls Bar; dann zog er sich aus dem aktiven Berufsleben zurück. Er schrieb danach mehrere Bücher.

### Als Fachautor
Einem breiten Publikum ist Franz Brandl als Verfasser von Praxisratgebern und Rezeptsammlungen rund um Cocktails und andere Mixgetränke bekannt geworden. Sein erstmals 1982 erschienenes Buch Gourmet Mix Guide war seinerzeit mit seinen 418 Seiten das erste ausführliche Cocktail- und Warenkunde-Buch neuerer Zeit in deutscher Sprache und zählt heute zu den Klassikern der Barliteratur. Diesem ließ er ab 1988 rund 25 weitere Titel folgen, die er mehrheitlich  im Südwest-Verlag herausbrachte. Sie erfuhren teils mehrere Auflagen (auch als Lizenzausgaben in anderen Verlagen) und einige davon wurden in andere Sprachen übersetzt.
Zu seinen erfolgreichen Titeln zählen unter anderem sein Großes Cocktail-Buch/Cocktails mit Alkohol (erstmals 1988), sein Mix-Guide (mehrere Auflagen seit 1998), Liköre der Welt (2000) und Cocktails. Über 1000 Drinks mit und ohne Alkohol (2015). Zu seinen Hauptwerken gehören zudem die im Matthaes Verlag erschienenen umfangreichen Bände Brandls Bar-Buch (1996) und Der Barmeister (1997), in denen sich der Verfasser intensiv berufsständischen Aspekten widmet.
Franz Brandl, der auch Mitarbeiter der Fachzeitschrift Mixology – Magazin für Barkultur ist, legte 2015 unter dem Titel Der Barmixer. Erinnerungen an ein verrücktes Leben seine Autobiografie vor.

## Auszeichnungen
Die Gastronomische Akademie Deutschlands zeichnete Brandls Barbuch 1996 mit der Goldmedaille aus, und zwei Mal erhielt er den Gourmand World Cookbook Award: 2000 für Liköre der Welt und 2009 für Cocktails hoch 3.
2007 erhielt er den Mixology Bar Award in der Sparte „Lebenswerk“.

## Schriften (Auswahl)
- Gourmet Mix Guide, Edition Willsberger, Zürich 1982.
- Franz Brandls großes Cocktail-Buch – 555 Mixgetränke mit und ohne Alkohol. Die Hausbar und ihre Einrichtung, Südwest-Verlag, München 1988, ISBN 3-517-01076-6 (mehrere Auflagen unter den Titeln Das große Cocktail-Buch und Cocktails mit Alkohol).
- Mixgetränke ohne Alkohol, Südwest-Verlag, München 1990, ISBN 3-517-01198-3.
- Mixvergnügen mit und ohne Alkohol – verführerische und berühmte Drinks aus aller Welt, Gräfe und Unzer, München 1991, ISBN 3-7742-1124-8.
- Bowlen und Punsche, Falken, Niedernhausen/Taunus 1994, ISBN 3-8068-1447-3.
- Cocktails ohne Alkohol – fruchtig und frisch, prickelnd und peppig für heiße Tage und Nächte, Südwest-Verlag, München 1995, ISBN 3-517-01620-9.
- zusammen mit Bodo A. Schieren (Fotos): Brandls Bar-Buch, Matthaes, Stuttgart 1996 (4., komplett überarbeitete Auflage im gleichen Verlag, 2003, ISBN 3-87516-646-9).
- Happy hour's! 50 Drinks mit und ohne Alkohol, Hahn, München 1997, ISBN 3-87287-438-1.
- Der Barmeister, Matthaes, Stuttgart 1997 (2., aktualisierte Auflage im gleichen Verlag, 2000, ISBN 3-87516-681-7).
- Franz Brandls Mix-Guide, Südwest-Verlag, München 1998 (spätere Ausgaben unter dem Titel Mix-Guide beim gleichen Verlag 2006 und 2009, ISBN 978-3-517-08162-5, ISBN 3-517-08162-0 und ISBN 978-3-641-03692-8).
- 100 Top-Drinks. Cocktails mit und ohne Alkohol – von einfach bis raffiniert – die besten Mixrezepte für jede Party, Südwest-Verlag, München 1998, ISBN 3-517-08034-9.
- Liköre der Welt, Südwest-Verlag, München 2000, ISBN 3-517-06289-8.
- Alkoholfreie Top-Drinks. Mixen wie ein Profi – von fruchtig-frisch bis raffiniert-exotisch – die besten Rezepte für köstliche Cocktails, Südwest-Verlag, München 2000, ISBN 3-517-06197-2.
- Tropical Drinks – Karibik-Feeling zum Selbstmixen. Verführerische Rezepte mit feinen Zutaten, Südwest-Verlag, München 2003, ISBN 3-517-06633-8.
- Vitamindrinks – Säfte und Shakes selbst gemacht mit Früchten und Gemüse, Südwest-Verlag, München 2005, ISBN 3-517-06743-1.
- Milchshakes – Powerdrinks vom Feinsten – mit Milch, Joghurt oder Sahne – mit und ohne Alkohol, Südwest-Verlag, München 2006, ISBN 978-3-517-06979-1.
- Whisk(e)y, Südwest-Verlag, München 2007, ISBN 978-3-517-08335-3.
- Cocktails hoch 3 – 100 Klassiker mit je drei Zutaten, Südwest-Verlag, München 2009, ISBN 978-3-517-08486-2.
- Die 100 besten Cocktails der Welt,  Südwest-Verlag, München 2009, ISBN 978-3-517-08521-0.
- Heiße Drinks – Rezeptideen mit und ohne Alkohol, Südwest-Verlag, München 2010, ISBN 978-3-517-08662-0 und ISBN 978-3-641-55204-6.
- Liköre, Südwest-Verlag, München 2011, ISBN 978-3-517-08743-6.
- Best of Cocktails mit Alkohol, Südwest-Verlag, München 2012, ISBN 978-3-517-08802-0 (Neuauflage 2017 im gleichen Verlag unter ISBN 978-3-517-09666-7 und ISBN 3-517-09666-0).
- 50 Top-Drinks mit Rum & Tequila – best of cocktails, Südwest-Verlag, München 2014, ISBN 978-3-517-08988-1.
- 50 Top-Drinks mit Gin & Wodka – best of cocktails, Südwest-Verlag, München 2014, ISBN 978-3-517-08989-8.
- Mixen, Bassermann, München 2015, ISBN 978-3-8094-3471-9 und ISBN 3-8094-3471-X.
- Der Barmixer. Erinnerungen an ein verrücktes Leben, epubli, Berlin 2015, ISBN 978-3-7375-6538-7 und ISBN 3-7375-6538-4 (2. Auflage bei Neopubli/epubli, Berlin 2016, ISBN 978-3-7418-1588-1).
- Cocktails. Über 1000 Drinks mit und ohne Alkohol, Südwest-Verlag, München 2015, ISBN 978-3-517-09462-5 (erweiterte Neuausgabe 2018 im gleichen Verlag unter ISBN 978-3-517-09686-5).
- Die 100 schnellsten Cocktails der Welt. Bassermann, München 2016, ISBN 978-3-8094-3600-3 und ISBN 3-8094-3600-3.
- Best of Cocktails – ohne Alkohol. Südwest-Verlag, München 2017, ISBN 978-3-517-09667-4 und ISBN 3-517-09667-9.
- Whisky – über 300 Whiskys, Single Malts, Blends und Bourbons. Bassermann, München 2018, ISBN 978-3-8094-3951-6 und ISBN 3-8094-3951-7.
- Cocktail Klassiker – 50 Drinks und ihre Geschichte. Südwest-Verlag, München 2019, ISBN 978-3-517-09854-8.
- mit Florian Fischer: Cocktails ohne Alkohol – 66 Mocktails und Trend-Drinks. Südwest-Verlag, München 2021, ISBN 978-3-517-10084-5.